# Sjunkbomb

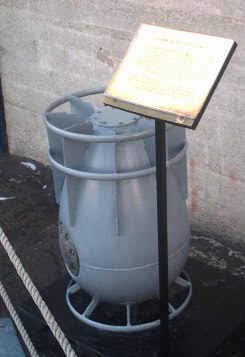
Amerikansk sjunkbomb från slutet av andra världskriget.

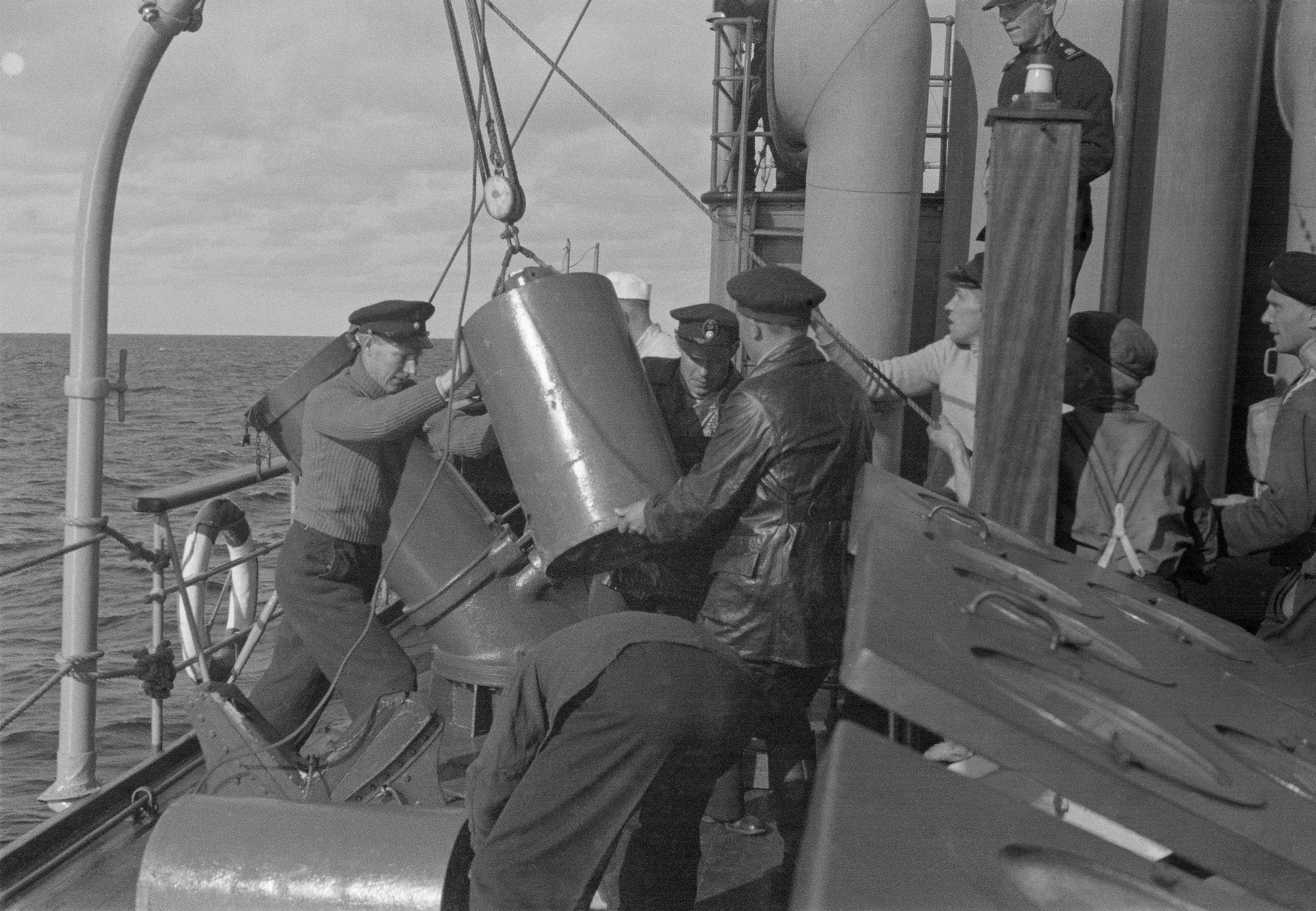
Avfyrande av sjunkbomber från en konvoj på Ålands Hav 1942. Bild: Fänrik L. Zilliacus.

Sjunkbomb, kort sjb, är ett ubåtsjaktvapen bestående av en frifallande explosiv projektil utan flytkraft som fälls från flygplan, helikoptrar eller fartyg mot ubåtar i undervattensläge. Väl i vatten börjar de sjunka och är inställda så de ska detonera på förbestämt djup där man tror ubåten finns eller vid kontakt i målet, alternativt att de är utrustade med sonar för att känna av om de är nära en ubåt. Vid brisad skapas en enorm chockvåg som färdas viss sträcka genom vattnet och skadar höljet på ubåtar om de ligger för nära varvid de kan börja ta in vatten och sjunka. Normalt utgörs sprängladdningen hos sjunkbomber av cirka 100 kg trotyl (TNT) eller annat sprängämne, men mängden kan variera såväl uppåt som nedåt.
De första sjunkbomberna konstruerades av Storbritannien för användas mot tyskarna i ubåtskriget under första världskriget. De tidiga sjunkbomberna detonerade sällan tillräckligt nära målet för att sänka det men chockvågor kunde försvaga fogar på ubåten eller förstöra dess instrument och på så sätt tvinga den upp till ytan. I slutet av första världskriget utvecklades sjunkbomber med drivkraft för att korta ner tiden till avsett djup och på så sätt utvidgades djupavståndet från vilket ett fartyg kunde attackera en ubåt. Det finns numera sjunkbomber försedda med en kärnstridsspets. Dessa har en kraftigt ökad sprängradie på grund av sin stora explosiva kraft.
Ordet "sjunkbomb" finns belagt i svenska språket sedan 1925. Traditionellt är det fartygstypen jagare som fäller sjunkbomber.